# Хронологија СФРЈ и СКЈ јануар 1966.
Хронолошки преглед важнијих догађаја везаних за друштвено-политичка дешавања у Социјалистичкој Федеративној Републици Југославији (СФРЈ) и деловање Савеза комуниста Југославије (СКЈ), као и општа политичка, друштвена, спортска и културна дешавања која су се догодила у току јануара месеца 1966. године.
| ← децембар ’65. | ← децембар ’65. | ← децембар ’65. | ← децембар ’65. | ← децембар ’65. | ← децембар ’65. | ← децембар ’65. | ← децембар ’65. | ← децембар ’65. | Хронологија СФРЈ и СКЈ током 1966. године | Хронологија СФРЈ и СКЈ током 1966. године | Хронологија СФРЈ и СКЈ током 1966. године | Хронологија СФРЈ и СКЈ током 1966. године | Хронологија СФРЈ и СКЈ током 1966. године | Хронологија СФРЈ и СКЈ током 1966. године | Хронологија СФРЈ и СКЈ током 1966. године | Хронологија СФРЈ и СКЈ током 1966. године | Хронологија СФРЈ и СКЈ током 1966. године | Хронологија СФРЈ и СКЈ током 1966. године | Хронологија СФРЈ и СКЈ током 1966. године | Хронологија СФРЈ и СКЈ током 1966. године | Хронологија СФРЈ и СКЈ током 1966. године | Хронологија СФРЈ и СКЈ током 1966. године | Хронологија СФРЈ и СКЈ током 1966. године | фебруар → | фебруар → | фебруар → | фебруар → | фебруар → | фебруар → | фебруар → |
| 1               | 2               | 3               | 4               | 5               | 6               | 7               | 8               | 9               | 10                                        | 11                                        | 12                                        | 13                                        | 14                                        | 15                                        | 16                                        | 17                                        | 18                                        | 19                                        | 20                                        | 21                                        | 22                                        | 23                                        | 24                                        | 25        | 26        | 27        | 28        | 29        | 30        | 31        |

### 1. јануар
- На Брду код Крања председник СФРЈ Јосип Броз Тито примио америчког дипломату и специјалног представника Ејверела Харимана, који му је пренео личну поруку председника САД Линдона Џонсона. Разговори између Харимана и Тита односили су се на међународну ситуацију, укључујући проблем у Вијетнаму.[1][2]

### 7. јануар
- У Београду одржана Трећа пленарна седница Централног комитета Савеза комуниста Србије на којој је разматрана анализа избора и састав организација СК у предузећима, као и општинских и среских комитета СК. Поднесена је такође, информација о организационим изменама и неким питањима метода рада СК Србије након Петог конгреса СКС и извештај о раду Извршног комитета ЦК СК Србије након Другог пленума.[3]

### 8. јануар
- У Хали 3 Београдског сајма, 8. и 9. јануара, одржана два полуфинала прве „Гитаријаде”, на којој је учествовало 17 група из читаве Југославије. Финално вече одржано је 13. фебруара у Хали 1.[4]

### 10. јануар
- Одржана седница Извршног комитета Централног комитета Савеза комуниста Југославије на којој су разматрана актуелна друштвено-економска и политичка питања развоја пољопривреде и села. Након седнице, којој је председавао Јосип Броз Тито, ова питања разматрана су у Комисији ЦК СКЈ за друштвено-економске и политичке односе у привреди и Комисији Савезног одбора ССРНЈ за актуелна питања пољопривреде и села.[3][1]

### 13. јануар
- У Новом Саду, 13. и 14. јануара одржана Девета покрајинска конференција Социјалистичког савеза радног народа Србије за Војводину, на којој су разматрани резултати у остваривању одлука Петог конгреса ССРНЈ, Осмог конгреса СКЈ и новог Устава СФРЈ. Истакнуто је да акумулативна способност привреде АП Војводине, иако побољшана у протеклом периоду, заостаје за привредом федерације, чему нарочито доприноси застарела индустрија и високо учешће пољопривреде у привредној структури.[3]

### 16. јануар
- У Делхију, главном граду Индије, где се налазио у дипломатској служби, преминуо књижевник и револуционар Чедомир Миндеровић (1912—1966). Сахрањен је у Алеји заслужних грађана на Новом гробљу у Београду, као један од првих заслужних личности сахрањених у овој алеји, изграђеној годину дана раније.

### 23. јануар
- У Ријеци умро Томица Поповић (1915—1966) учесник Народноослободилачке борбе, генерал-потпуковник ЈНА и народни херој Југославије.[5]

### 24. јануар
- У Сарајеву, од 24. до 27. јануара, одржан Шести конгрес Социјалистичког савеза радног народа Босне и Херцеговине, коме је присуствовало преко 700 делегата и гостију. Извештај Главног одбора о раду СССРН између два конгреса поднео је Есад Церић, председник Главног одбора. На Конгресу су сумирана искуства и остварења постигнута у друштвено-економском, политичком и културном развоју СР Босне и Херцеговине од Петог конгреса ССРНБиХ. Разматрана је улога Социјалистичког савеза у креирању опште политике даљег развоја БиХ и читаве земље. Конгрес је завршио рад избором чланова у Главни и Надзорни одбор и усвајањем Резолуције и даљим задацима ССРНБиХ.[6]
- У Приштини, 24. и 25. јануара одржана Седма покрајинска конференција Социјалистичког савеза радног народа Србије за Косово и Метохију, на којој су разматрана питања остваривања основних привредних и политичких циљева утврђених на Шестој покрајинској конференцији, а у циљу извлачења АП Косово и Метохија из привредне и укупне заосталости. На крају Конференције изабран је Покрајински одбор ССРНС за Косово и Метохију и Надзорни одбор.[3]

### 26. јануар
- У незваничној посети СФР Југославији, од 26. до 29. јануара, на позив председника Савезног извршног већа Петра Стамболића, боравио председник Министарског савета Социјалистичке Републике Румуније Јон Георге Маурер. Током посете Маурер је водио разговоре са председником Савезне скупштине Едвардом Кардељом, председником СИВ Петром Стамболићем и чланом ЦК СКЈ Кочом Поповићем, а 28. јануара га је примио председник СФРЈ Јосип Броз Тито.[6][7]

### у току јануара
- У Београду одржана додела „Нинове награде“ за 1965. годину, а њен добитник био је Ранко Маринковић за роман Киклоп.